# Atherton (Greater Manchester)
Atherton ist eine Stadt im Metropolitan Borough of Wigan, Greater Manchester, England, mit 19.859 Einwohnern (2001). Sie ist ein ehemaliger Industriestandort des Kohleabbaus, der Baumwollverarbeitung und der Nagelherstellung.

## Geschichte

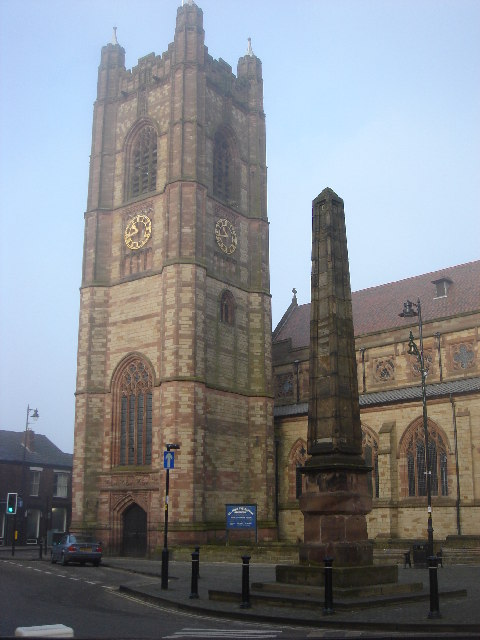
St John’s Church

Im Gebiet von Atherton wurden römisch-keltische Münzen und Spuren einer Römerstraße sowie einer Siedlung aus der Bronzezeit gefunden. Die Gegend war lange Zeit bekannt für ihren Kohleabbau und die Herstellung von Nägeln. Im 19. Jahrhundert war Atherton eine Township in der Parish von Leigh mit dem Dorf Chowbent als Zentrum. Während der industriellen Revolution etablierte sich die Baumwollindustrie an diesem Ort. Die durch den Bevölkerungszuwachs entstehende Stadt wurde Atherton genannt. Der Name Chowbent wird von den Einheimischen gelegentlich noch benutzt. In und um Atherton befinden sich einige bedeutende historische Gebäude, einschließlich Alder House aus dem 17. Jahrhundert, Chowbent Chapel von 1722 und St John’s Church von 1879.

## Geographie und Verkehr
Atherton wird von sieben Bächen durchflossen. Die Stadt verfügt über eine Fußgängerzone mit kleinen, unabhängigen Läden. Sie ist durch die Eisenbahn mit Wigan und Manchester verbunden und durch Buslinien mit Bolton, Leigh, Wigan, St Helens, Manchester, dem Trafford Centre und dem Middlebrook Retail and Leisure Complex.

## Freizeit und Kultur
Entlang von Athertons Hauptstraße, der Market Street, befinden sich viele Pubs. Die Stadt hat ein aktives Nachtleben. Jeweils in der letzten Januarwoche wird in der Formby Hall ein Bierfest veranstaltet.

## Söhne und Töchter der Stadt
- Eric Laithwaite (1921–1997), Ingenieur, der den Linearmotor und Maglev entwickelte
- Mary Martlew (1919–1989), Schauspielerin
- Roy Middleton (1927–2004), experimenteller Kernphysiker